# رعد و برق سفید (فیلم ۱۹۷۳)
رعد و برق سفید (به انگلیسی: White Lightning) فیلمی محصول سال ۱۹۷۳ و به کارگردانی جوزف سارجنت است. در این فیلم بازیگرانی همچون برت رینولدز، جنیفر بیلینگزلی، ند بیتی، بو هاپکینز، مت کلارک، لوئیس لثام، داین لد، آر.جی. آرمسترانگ، دبز گریر و لورا درن ایفای نقش کرده‌اند.